# US Open (golf)
 For alternative betydninger, se US Open. (Se også artikler, som begynder med US Open)
US Open er en golfturnering arrangeret af United States Golf Association og spilles hvert år i juni. Den er en golfverdenens fire majors og tæller dermed både på Europatouren og PGA Touren. Turneringen spilles hvert år på forskellige baner, som dog har det tilfælles, at de er sat op, så scores er meget høje.

## Historie
Den første US Open blev spillet den 4. oktober 1895 på en ni-hullersbane ved Newport på Rhode Island. Turneringen blev spillet over 36 huller på en dag og havde 11 deltagere. På trods af at den første turnering blev spillet i 1895 kom den første amerikanske vinder først i 1911, men siden da har spillere fra USA vundet langt de fleste år. Den første gang en europæer vandt turneringen i 40 år var i 2010, hvor Graeme McDowell vandt. Europæeren før ham, var Tony Jacklin i 1970.
Rory McIlroy satte i 2011 historie ved at blive den der har gået laveste samlede score nogensinde i U.S. Open. En præstation der får de fleste til at måbe, da banerne generelt er sat meget svært op. Tiger Woods lavede i 2000 en lignende præstation, da han på det tidspunkt scorede et samlet -12, den tids bedste score. Woods var som den eneste under par, og at han så endda er 12 under par gør det hele meget bedre. Rory vandt med 8 slag over Jason Day, mens Tiger vandt med 15 slag, over en delt anden plads mellem Ernie Els og Miguel Ángel Jiménez

## Kvalifikation
Turneringen er åben for tilmelding, for alle der har et handicap på højest 1,4, som så derefter skal igennem 2 kvalifikations runder for at komme imellem de 156 spillere i selve turneringen. I første runde af kvalifikationen blev der i 2006 spillet på 110 baner. I anden runde af kvalifikationen deltager ca. 750 spillere, som dels er spillere der har kvalificeret sig fra første runde dels en række professionelle spillere der ikke har kvalificeret sig direkte. I 2006 deltog bl.a. Søren Hansen og Søren Kjeldsen i kvalifikationens anden runde, dog uden at kvalificerer sig til hovedturneringen. Ud over kvalifikationen er ca. halvdelen af deltagerne direkte med i turneringen på baggrund af f.eks. verdensranglisteplacering.

## Vindere
| År   | Vinder                                  | Land                                    | Bane                                           | Sted                                    | Score |
| ---- | --------------------------------------- | --------------------------------------- | ---------------------------------------------- | --------------------------------------- | ----- |
| 2011 | Rory McIlroy                            | Nordirland                              | Congressional Country Club, Blue Course        | Bethesda, Maryland                      | −16   |
| 2010 | Graeme McDowell                         | Nordirland                              | Pebble Beach Golf Links                        | Pebble Beach, Californien               | E     |
| 2009 | Lucas Glover                            | USA                                     | Bethpage State Park, Black Course              | Farmingdale, New York                   | −4    |
| 2008 | Tiger Woods                             | USA                                     | Torrey Pines Golf Course                       | La Jolla, Californien                   | -1PO  |
| 2007 | Ángel Cabrera                           | Argentina                               | Oakmont Country Club                           | Oakmont, Pennsylvania                   | +5    |
| 2006 | Geoff Ogilvy                            | Australien                              | Winged Foot Golf Club, West Course             | New York                                | +5    |
| 2005 | Michael Campbell                        | New Zealand                             | Pinehurst Resort, Course No. 2                 | North Carolina                          | E     |
| 2004 | Retief Goosen                           | Sydafrika                               | Shinnecock Hills Golf Club                     | New York                                | -4    |
| 2003 | Jim Furyk                               | USA                                     | Olympia Fields Country Club                    | Illinois                                | -8    |
| 2002 | Tiger Woods                             | USA                                     | Bethpage State Park, Black Course              | New York                                | -3    |
| 2001 | Retief Goosen                           | Sydafrika                               | Southern Hills Country Club                    | Oklahoma                                | -4 PO |
| 2000 | Tiger Woods                             | USA                                     | Pebble Beach Golf Links                        | California                              | -12   |
| 1999 | Payne Stewart                           | USA                                     | Pinehurst Resort, Course No. 2                 | North Carolina                          | -1    |
| 1998 | Lee Janzen                              | USA                                     | Olympic Club, Lake Course                      | California                              | E     |
| 1997 | Ernie Els                               | Sydafrika                               | Congressional Country Club, Blue Course        | Maryland                                | -4    |
| 1996 | Steve Jones                             | USA                                     | Oakland Hills Country Club, South Course       | Michigan                                | -2    |
| 1995 | Corey Pavin                             | USA                                     | Shinnecock Hills Golf Club                     | New York                                | E     |
| 1994 | Ernie Els                               | Sydafrika                               | Oakmont Country Club                           | Pennsylvania                            | -5 PO |
| 1993 | Lee Janzen                              | USA                                     | Baltusrol Golf Club, Lower Course              | Springfield, New Jersey                 | -8    |
| 1992 | Tom Kite                                | USA                                     | Pebble Beach Golf Links                        | California                              | -3    |
| 1991 | Payne Stewart                           | USA                                     | Hazeltine National Golf Club                   | Minnesota                               | -6 PO |
| 1990 | Hale Irwin                              | USA                                     | Medinah Country Club, Course No. 3             | Illinois                                | -8 PO |
| 1989 | Curtis Strange                          | USA                                     | Oak Hill Country Club, East Course             | New York                                | -2    |
| 1988 | Curtis Strange                          | USA                                     | The Country Club                               | Massachusetts                           | -6 PO |
| 1987 | Scott Simpson                           | USA                                     | Olympic Club, Lake Course                      | California                              | -3    |
| 1986 | Ray Floyd                               | USA                                     | Shinnecock Hills Golf Club                     | New York                                | -1    |
| 1985 | Andy North                              | USA                                     | Oakland Hills Country Club, South Course       | Michigan                                | -1    |
| 1984 | Fuzzy Zoeller                           | USA                                     | Winged Foot Golf Club, West Course             | New York                                | 4 PO  |
| 1983 | Larry Nelson                            | USA                                     | Oakmont Country Club                           | Pennsylvania                            | -4    |
| 1982 | Tom Watson                              | USA                                     | Pebble Beach Golf Links                        | California                              | -6    |
| 1981 | David Graham                            | Australien                              | Merion Golf Club, East Course                  | Pennsylvania                            | -7    |
| 1980 | Jack Nicklaus                           | USA                                     | Baltusrol Golf Club, Lower Course              | New Jersey                              | -8    |
| 1979 | Hale Irwin                              | USA                                     | Inverness Club                                 | Ohio                                    | E     |
| 1978 | Andy North                              | USA                                     | Cherry Hills Country Club                      | Colorado                                | +1    |
| 1977 | Hubert Green                            | USA                                     | Southern Hills Country Club                    | Oklahoma                                | -2    |
| 1976 | Jerry Pate                              | USA                                     | Atlanta Athletic Club, Highlands Course        | Georgia                                 | -3    |
| 1975 | Lou Graham                              | USA                                     | Medinah Country Club, Course No. 3             | Illinois                                | +3 PO |
| 1974 | Hale Irwin                              | USA                                     | Winged Foot Golf Club, West Course             | New York                                | +7    |
| 1973 | Johnny Miller                           | USA                                     | Oakmont Country Club                           | Pennsylvania                            | -5    |
| 1972 | Jack Nicklaus                           | USA                                     | Pebble Beach Golf Links                        | California                              | +2    |
| 1971 | Lee Trevino                             | USA                                     | Merion Golf Club                               | Pennsylvania                            | E PO  |
| 1970 | Tony Jacklin                            | England                                 | Hazeltine National Golf Club                   | Minnesota                               | -7    |
| 1969 | Orville Moody                           | USA                                     | Champions Golf Club, Cypress Creek Course      | Texas                                   | +1    |
| 1968 | Lee Trevino                             | USA                                     | Oak Hill Country Club, East Course             | New York                                | -5    |
| 1967 | Jack Nicklaus                           | USA                                     | Baltusrol Golf Club, Lower Course              | New Jersey                              | -5    |
| 1966 | Billy Casper                            | USA                                     | Olympic Club, Lake Course                      | California                              | -2 PO |
| 1965 | Gary Player                             | Sydafrika                               | Bellerive Country Club                         | Missouri                                | +2 PO |
| 1964 | Ken Venturi                             | USA                                     | Congressional Country Club, Blue Course        | Maryland                                | -2    |
| 1963 | Julius Boros                            | USA                                     | The Country Club                               | Massachusetts                           | +9 PO |
| 1962 | Jack Nicklaus                           | USA                                     | Oakmont Country Club                           | Pennsylvania                            | -1 PO |
| 1961 | Gene Littler                            | USA                                     | Oakland Hills Country Club, South Course       | Michigan                                | +1    |
| 1960 | Arnold Palmer                           | USA                                     | Cherry Hills Country Club                      | Colorado                                | -4    |
| 1959 | Billy Casper                            | USA                                     | Winged Foot Golf Club, West Course             | New York                                | +2    |
| 1958 | Tommy Bolt                              | USA                                     | Southern Hills Country Club                    | Oklahoma                                | +3    |
| 1957 | Dick Mayer                              | USA                                     | Inverness Club                                 | Ohio                                    | +2 PO |
| 1956 | Cary Middlecoff                         | USA                                     | Oak Hill Country Club, East Course             | New York                                | +1    |
| 1955 | Jack Fleck                              | USA                                     | Olympic Club, Lake Course                      | California                              | +7 PO |
| 1954 | Ed Furgol                               | USA                                     | Baltusrol Golf Club, Lower Course              | New Jersey                              | +4    |
| 1953 | Ben Hogan                               | USA                                     | Oakmont Country Club                           | Pennsylvania                            | -5    |
| 1952 | Julius Boros                            | USA                                     | Northwood Club                                 | Texas                                   | +1    |
| 1951 | Ben Hogan                               | USA                                     | Oakland Hills Country Club, South Course       | Michigan                                | +7    |
| 1950 | Ben Hogan                               | USA                                     | Merion Golf Club, East Course                  | Pennsylvania                            | +7 PO |
| 1949 | Cary Middlecoff                         | USA                                     | Medinah Country Club, Course No. 3             | Illinois                                | +2    |
| 1948 | Ben Hogan                               | USA                                     | Riviera Country Club                           | California                              | -8    |
| 1947 | Lew Worsham                             | USA                                     | St. Louis Country Club                         | Missouri                                | -2 PO |
| 1946 | Lloyd Mangrum                           | USA                                     | Canterbury Golf Club                           | Ohio                                    | -4 PO |
| 1945 | Ikke spillet på grund af 2. verdenskrig | Ikke spillet på grund af 2. verdenskrig | Ikke spillet på grund af 2. verdenskrig        | Ikke spillet på grund af 2. verdenskrig |       |
| 1944 | Ikke spillet på grund af 2. verdenskrig | Ikke spillet på grund af 2. verdenskrig | Ikke spillet på grund af 2. verdenskrig        | Ikke spillet på grund af 2. verdenskrig |       |
| 1943 | Ikke spillet på grund af 2. verdenskrig | Ikke spillet på grund af 2. verdenskrig | Ikke spillet på grund af 2. verdenskrig        | Ikke spillet på grund af 2. verdenskrig |       |
| 1942 | Ikke spillet på grund af 2. verdenskrig | Ikke spillet på grund af 2. verdenskrig | Ikke spillet på grund af 2. verdenskrig        | Ikke spillet på grund af 2. verdenskrig |       |
| 1941 | Craig Wood                              | USA                                     | Colonial Country Club                          | Texas                                   |       |
| 1940 | Lawson Little                           | USA                                     | Canterbury Golf Club                           | Ohio                                    |       |
| 1939 | Byron Nelson                            | USA                                     | Philadelphia Country Club                      | Pennsylvania                            |       |
| 1938 | Ralph Guldahl                           | USA                                     | Cherry Hills Country Club                      | Colorado                                |       |
| 1937 | Ralph Guldahl                           | USA                                     | Oakland Hills Country Club, South Course       | Michigan                                |       |
| 1936 | Tony Manero                             | USA                                     | Baltusrol Golf Club, Upper Course              | New Jersey                              |       |
| 1935 | Sam Parks, Jr                           | USA                                     | Oakmont Country Club                           | Pennsylvania                            |       |
| 1934 | Olin Dutra                              | USA                                     | Merion Golf Club, East Course                  | Pennsylvania                            |       |
| 1933 | Johnny Goodman (Am)                     | USA                                     | North Shore Country Club                       | Illinois                                |       |
| 1932 | Gene Sarazen                            | USA                                     | Fresh Meadow Country Club                      | New York                                |       |
| 1931 | Billy Burke                             | USA                                     | Inverness Club                                 | Ohio                                    |       |
| 1930 | Bobby Jones (Am)                        | USA                                     | Interlachen Country Club                       | Minnesota                               |       |
| 1929 | Bobby Jones (Am)                        | USA                                     | Winged Foot Golf Club, West Course             | New York                                |       |
| 1928 | Johnny Farrell                          | USA                                     | Olympia Fields Country Club                    | Illinois                                |       |
| 1927 | Tommy Armour                            | USA                                     | Oakmont Country Club                           | Pennsylvania                            |       |
| 1926 | Bobby Jones (Am)                        | USA                                     | Scioto Country Club                            | Ohio                                    |       |
| 1925 | Willie Macfarlane                       | Skotland                                | Worcester Country Club                         | Massachusetts                           |       |
| 1924 | Cyril Walker                            | England                                 | Oakland Hills Country Club, South Course       | Michigan                                |       |
| 1923 | Bobby Jones (Am)                        | USA                                     | Inwood Country Club                            | New York                                |       |
| 1922 | Gene Sarazen                            | USA                                     | Skokie Country Club                            | Illinois                                |       |
| 1921 | Jim Barnes                              | USA                                     | Columbia Country Club                          | Maryland                                |       |
| 1920 | Ted Ray                                 | England                                 | Inverness Club                                 | Ohio                                    |       |
| 1919 | Walter Hagen                            | USA                                     | Brae Burn Country Club, Main Course            | Massachusetts                           |       |
| 1918 | Ikke spillet på grund af 1. verdenskrig | Ikke spillet på grund af 1. verdenskrig | Ikke spillet på grund af 1. verdenskrig        | Ikke spillet på grund af 1. verdenskrig |       |
| 1917 | Ikke spillet på grund af 1. verdenskrig | Ikke spillet på grund af 1. verdenskrig | Ikke spillet på grund af 1. verdenskrig        | Ikke spillet på grund af 1. verdenskrig |       |
| 1916 | Chick Evans (Am)                        | USA                                     | The Minikahda Club                             | Minnesota                               |       |
| 1915 | Jerome Travers (Am)                     | USA                                     | Baltusrol Golf Club                            | New Jersey                              |       |
| 1914 | Walter Hagen                            | USA                                     | Midlothian Country Club                        | Illinois                                |       |
| 1913 | Francis Ouimet (Am)                     | USA                                     | The Country Club                               | Massachusetts                           |       |
| 1912 | John McDermott                          | USA                                     | Country Club of Buffalo                        | New York                                |       |
| 1911 | John McDermott                          | USA                                     | Chicago Golf Club                              | Illinois                                |       |
| 1910 | Alex Smith                              | Skotland                                | Philadelphia Cricket Club, St. Martin's Course | Pennsylvania                            |       |
| 1909 | George Sargent                          | England                                 | Englewood Golf Club                            | New Jersey                              |       |
| 1908 | Fred McLeod                             | Skotland                                | Myopia Hunt Club                               | Massachusetts                           |       |
| 1907 | Alec Ross                               | Skotland                                | Philadelphia Cricket Club, St. Martin's Course | Pennsylvania                            |       |
| 1906 | Alex Smith                              | Skotland                                | Onwentsia Club                                 | Illinois                                |       |
| 1905 | Willie Anderson                         | Skotland                                | Myopia Hunt Club                               | Massachusetts                           |       |
| 1904 | Willie Anderson                         | Skotland                                | Glen View Club                                 | Illinois                                |       |
| 1903 | Willie Anderson                         | Skotland                                | Baltusrol Golf Club                            | New Jersey                              |       |
| 1902 | Laurie Auchterlonie                     | Skotland                                | Garden City Golf Club                          | New York                                |       |
| 1901 | Willie Anderson                         | Skotland                                | Myopia Hunt Club                               | Massachusetts                           |       |
| 1900 | Harry Vardon                            | England                                 | Chicago Golf Club                              | Illinois                                |       |
| 1899 | Willie Smith                            | Skotland                                | Baltimore Country Club, East Course            | Maryland                                |       |
| 1898 | Fred Herd                               | Skotland                                | Myopia Hunt Club                               | Massachusetts                           |       |
| 1897 | Joe Lloyd                               | England                                 | Chicago Golf Club                              | Illinois                                |       |
| 1896 | James Foulis                            | Skotland                                | Shinnecock Hills Golf Club                     | New York                                |       |
| 1895 | Horace Rawlins                          | England                                 | Newport Country Club                           | Rhode Island                            |       |

PO = Playoff
Am = Amatør

## Baner
| Atlanta Baltusrol Bellerive Bethpage Brookline Canterbury Champions Cherry Hills Congressional Hazeltine National Inverness Medinah Merion Northwood Oak Hill Oakland Hills Oakmont Olympia Fields Olympic Club Pebble Beach Pinehurst Riviera Shinnecock Hills Southern Hills St Louis Torrey Pines Winged Foot Baner, hvor US Open er blevet spillet siden 1946. |